# Die tolle Susanne
Die tolle Susanne ist ein deutsches Filmlustspiel aus dem Jahre 1945. Unter der Regie von Géza von Bolváry spielt Marte Harell die Titelrolle als Frau zwischen mehreren Männern. Der Film blieb unvollendet.

## Handlung
Paris zur Zeit der Belle Époque: Die flotte Susanne war schon immer eine umschwärmte Frau. Nun aber will sie ihr abwechslungsreiches Liebesleben und die amourösen Abenteuer beenden und endlich in den Hafen einer grundsoliden Ehe einfahren. Um den „richtigen“ Mann für diese Absicht zu finden, beabsichtigt sie ihren Diener, entsprechende Kandidaten aufzuspüren und Begegnungen mit Madame zu arrangieren. In der Rolle des „Onkel Heliodor“ geht er nun auf die Suche: er findet den peruanischen Millionär Don Manuel. Das erste Zusammentreffen zwischen ihm und Susanne findet „ganz zufällig“ im Zoo statt. Man findet sich sympathisch, doch das Rendezvous endet für Susanne recht ernüchternd. Offensichtlich sucht dieser Herr nur ein Abenteuer, und das ist nun ganz genau das, was Susanne nicht mehr will…
Heliodors zweite Wahl ist das ganze Gegenteil des windigen Latino-Luftikus: der grundsolide und aufrichtige Eusebius, seines Zeichens ein Apotheker. Dieser ist bald Susanne bedingungslos ergeben, doch diese hat lediglich vor, ihn gegen Don Manuel zu instrumentalisieren. Als angeblicher Marquis soll er sich von Don Manuel brüskiert fühlen und diesen daraufhin zum Duell herausfordern. Per Münzwurf wird entschieden, dass der hispanische Grande dabei sein Leben lassen soll. Doch nun greift „Onkel Heliodor“ ein und findet einen Ausweg, der auch der tollen Susanne gut gefällt.

## Produktionsnotizen
Die Dreharbeiten zu Die tolle Susanne begannen im Februar 1945 in den Prager Filmstudios Barrandov. Bei Ende des Zweiten Weltkriegs waren erst rund 25 Prozent des Filmes abgedreht, das Material gilt heute als verschollen. Die Kostüme stammen von Walter Schulze-Mittendorf.
Der Stoff wurde 1949 unter dem Titel Meine Nichte Susanne mit Hilde Krahl in der Titelrolle neu verfilmt.

## Kritik
Da der Film keine Aufführung erlebte, existieren auch keine Kritiken.